# Kapucijnbloemenlaan
De Kapucijnbloemenlaan (Frans: Avenue des Capucines) is een straat in de bloemenbuurt van de Brusselse gemeente Schaarbeek. De straat loopt van de Lambermontlaan (deel van de Middenring) via de Mimosasstraat naar de Gustave Latinislaan.
De straat heeft een nogal residentieel en bourgeois karakter.